# Bibb County (Alabama)
Bibb County ist ein County im Bundesstaat Alabama der Vereinigten Staaten. Der Verwaltungssitz (County Seat) ist Centreville. Das County gehört zu den Dry Countys, was bedeutet, dass der Verkauf von Alkohol eingeschränkt oder verboten ist.

## Geographie
Das County liegt etwas nordwestlich des geographischen Zentrums von Alabama hat eine Fläche von 1822 Quadratkilometern, wovon acht Quadratkilometer Wasserfläche sind. Es grenzt im Uhrzeigersinn an folgende Countys: Jefferson County, Shelby County, Chilton County, Perry County, Hale County und Tuscaloosa County.

## Geschichte
Bevor 1815 die ersten Squatter in der Gegend eintrafen, lebten hier die Muskogee am Cahaba River und seinen Zuflüssen. Bibb County wurde am 7. Februar 1818 auf Beschluss der State Legislature des Alabama-Territoriums aus Teilen des Monroe County und des Montgomery County gebildet. Der ursprüngliche Name Cahawba, nach dem Cahaba River, wurde am 2. Dezember 1820 auf Bibb geändert und ehrt den ersten Gouverneur von Alabama, William Wyatt Bibb. Bibb war Arzt und vor seiner Amtszeit als Gouverneur Abgeordneter im Repräsentantenhaus und im Senat der Vereinigten Staaten gewesen. Zum County Seat wurde schon damals Centreville bestimmt. Das an Erzen, Tonerde, Holz und Kohle reiche County war während des frühen 19. Jahrhunderts attraktiv für Unternehmer, die im Norden und Nordosten Hochöfen anlegten. Der Oxmoor Furnace in Blocton produzierte als erster Hochofen des Bundesstaates Roheisen. In den 1850er Jahren lag das County an dritter Stelle bei der Eisenproduktion in Alabama, womit es im Sezessionskrieg für die Konföderierten einen hohen Wert besaß. So stellte der Brierfield Furnace Eisen für die Rüstungsproduktion her und wurde später von Unionstruppen unter General James Harrison Wilson zerstört. Die Ära der Reconstruction war durch soziale Unruhen und wirtschaftliches Chaos geprägt, weil gut die Hälfte der Bevölkerung aus befreiten Sklaven bestand. In dieser Zeit herrschte eine Atmosphäre der Gesetzeslosigkeit, die durch Verarmung und Gewalt gegen Afroamerikaner geprägt war. Im späten 19. Jahrhundert erlebte das County dank der Holz- und Kohleindustrie und dem Anschluss an die Mobile and Ohio Railroad 1898 einen Wirtschaftsboom, der Migranten aus Österreich-Ungarn, Belgien, Bulgarien und Italien anlockte. Die gefährlichen Arbeitsbedingungen in den Kohlebergwerken führten dazu, dass hier vermehrt Gewerkschaftsführer und Anwälte der United Mine Workers of America („Vereinigte Bergarbeiter Amerikas“) aktiv wurden und zwischen 1894 und 1920 mehrere Streiks organisierten. Vor diesem Hintergrund hatte der Sozialist Eugene Victor Debs einen Auftritt in Blocton. Bei einem Tornado Outbreak, der den amerikanischen Südosten mit historischer Stärke traf, kam am 27. April 2011 eine Person in Brent ums Leben.

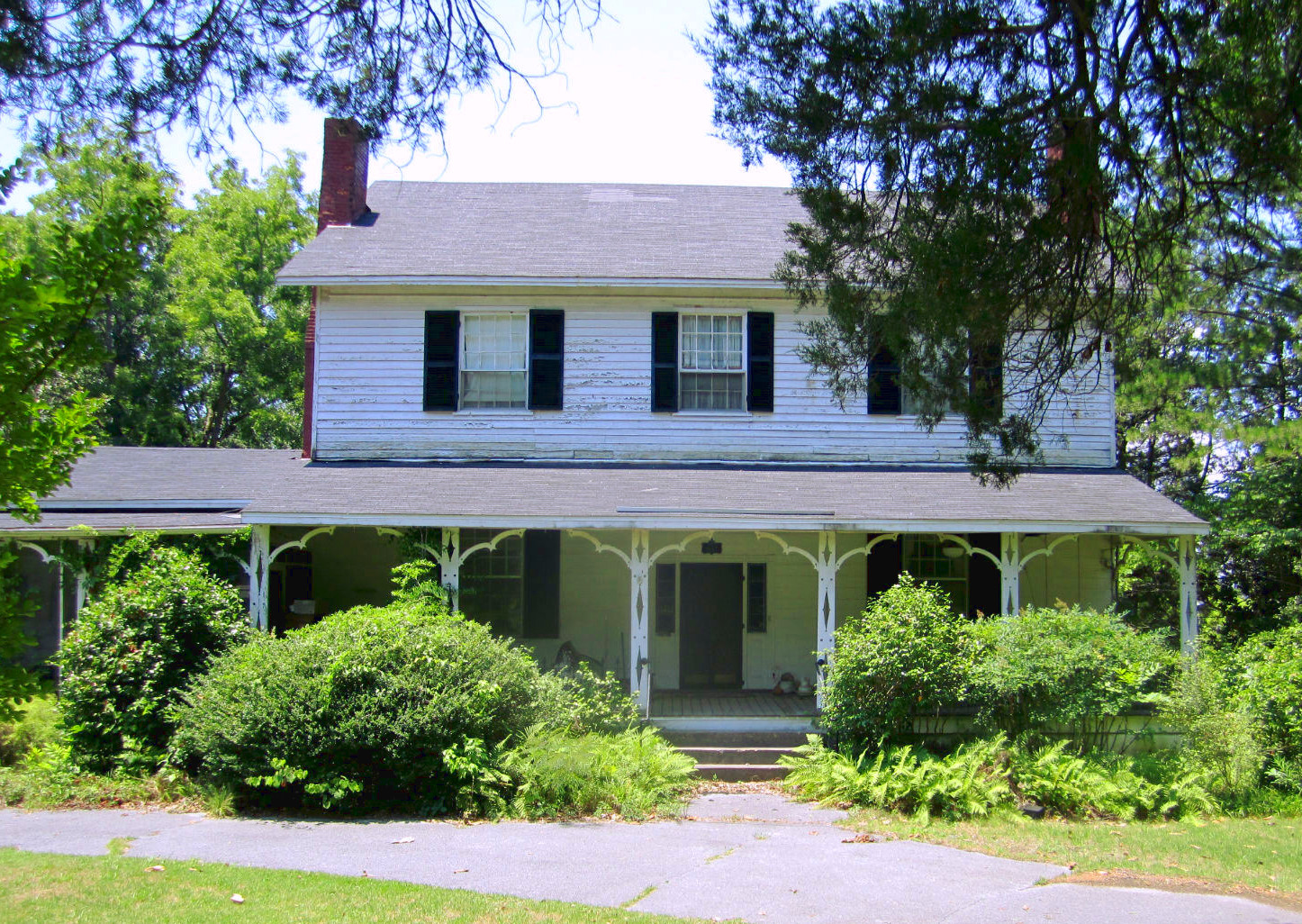
Das Davidson-Smitherman House (2012) ist seit Januar 1988 im NRHP eingetragen.

Sechs Bauwerke und Stätten im County sind im National Register of Historic Places (NRHP) eingetragen (Stand 30. März 2020), darunter der Centreville Historic District, das Davidson-Smitherman House und Montebrier.

## Demographische Daten

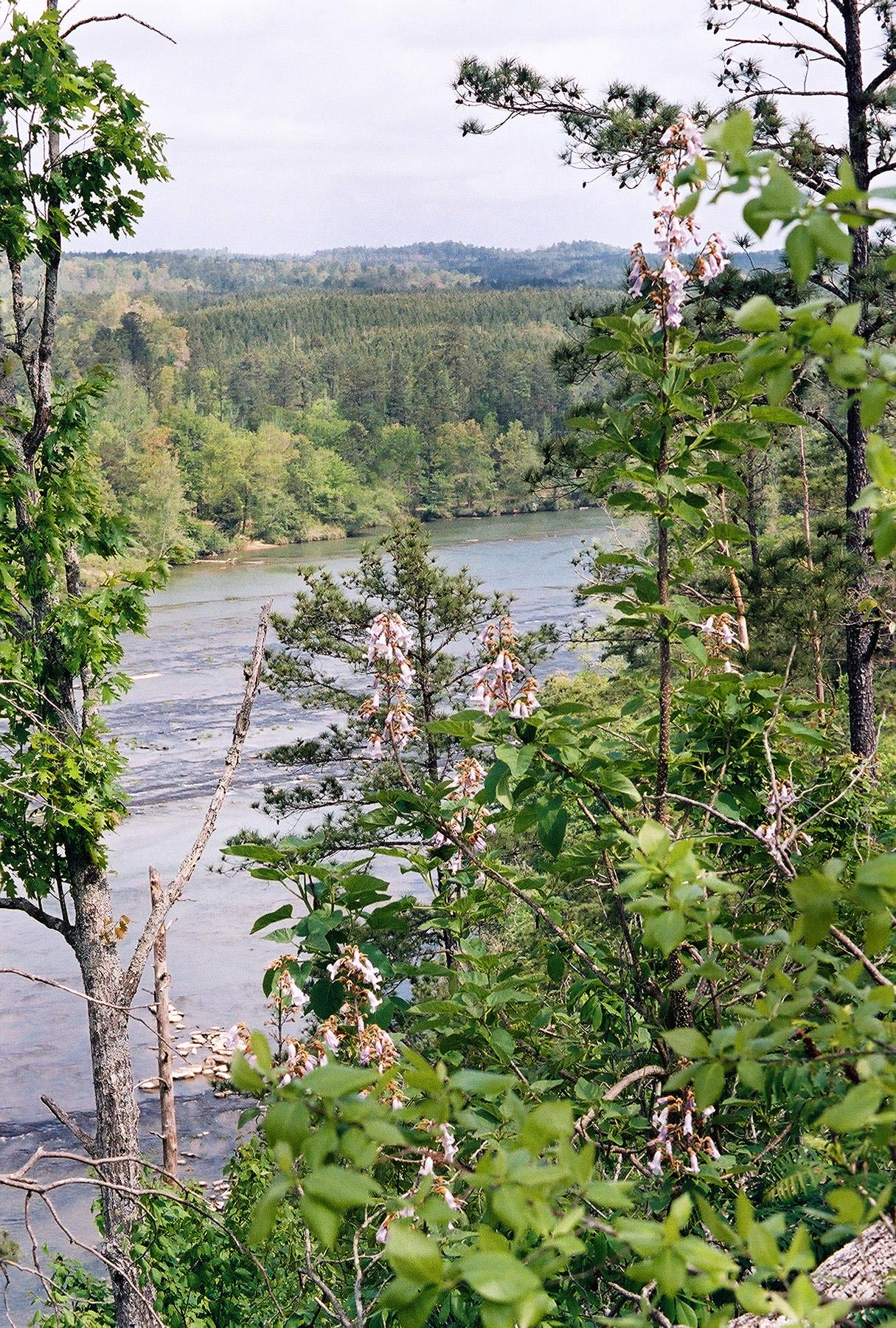
Das Cahaba River National Wildlife Refuge

Nach der Volkszählung aus dem Jahr 2000 lebten im Bibb County 20.826 Menschen. Davon wohnten 1.239 Personen in Sammelunterkünften, die anderen Einwohner lebten in 7.421 Haushalten und 5.580 Familien. Die Bevölkerungsdichte betrug 13 Einwohner pro Quadratkilometer. Ethnisch betrachtet setzte sich die Bevölkerung zusammen aus 76,66 Prozent Weißen, 22,20 Prozent Afroamerikanern, 0,24 Prozent amerikanischen Ureinwohnern, 0,08 Prozent Asiaten, 0,01 Prozent Bewohnern aus dem pazifischen Inselraum und 0,29 Prozent aus anderen ethnischen Gruppen; 0,51 Prozent stammten von zwei oder mehr Ethnien ab. 1,01 Prozent der Bevölkerung waren spanischer oder lateinamerikanischer Abstammung.
Von den 7.421 Haushalten hatten 34,4 Prozent Kinder und Jugendliche unter 18 Jahren, die bei ihnen lebten. In 58,4 Prozent lebten verheiratete, zusammen lebende Paare, 12,7 Prozent waren allein erziehende Mütter, 24,8 Prozent waren keine Familien, 22,1 Prozent aller Haushalte waren Singlehaushalte und in 9,4 Prozent lebten Menschen im Alter von 65 Jahren oder darüber. Die Durchschnittshaushaltsgröße betrug 2,64 und die durchschnittliche Familiengröße betrug 3,08 Personen.
25,4 Prozent der Bevölkerung waren unter 18 Jahre alt, 9,5 Prozent zwischen 18 und 24, 30,9 Prozent zwischen 25 und 44, 22,7 Prozent zwischen 45 und 64 und 11,6 Prozent waren 65 Jahre oder älter. Das Durchschnittsalter betrug 35 Jahre. Auf 100 weibliche Personen kamen 106,6 männliche Personen und auf Frauen im Alter von 18 Jahren und darüber kamen 107 Männer.
Das jährliche Durchschnittseinkommen eines Haushalts betrug 31.420 USD, das Durchschnittseinkommen einer Familie 37.230 USD. Männer hatten ein Durchschnittseinkommen von 30.413 USD, Frauen 21.070 USD. Das Prokopfeinkommen betrug 14.105 USD. 14,9 Prozent der Familien und 20,6 Prozent der Einwohner lebten unterhalb der Armutsgrenze.

## Orte
- Abercrombie
- Active
- Ashby
- Belchers
- Belle Ellen
- Bibb Mill
- Bibbville
- Brent
- Brierfield
- Centreville
- Coleanor
- Cox
- Eoline
- Fairdale
- Garnsey
- Gary Springs
- Giles
- Gray Hill
- Green Pond
- Harmon
- Harrisburg
- Hebron
- Ingate
- Lawley
- Lowerytown
- Lucille
- Marvel
- Masena
- Maud
- McCulley
- Mertz
- Moffat
- North Bibb
- Oakley
- Piper
- Pondville
- Primitive Ridge
- Randolph
- Red Eagle
- Sand Mountain
- Seymour
- Sixmile
- Smith Hill
- Trio
- Vance
- Vernontown
- West Blocton
- Woodstock